# Tripogandra angustifolia
Tripogandra angustifolia är en himmelsblomsväxtart som först beskrevs av Benjamin Lincoln Robinson, och fick sitt nu gällande namn av Robert Everard Woodson. Tripogandra angustifolia ingår i släktet Tripogandra och familjen himmelsblomsväxter. Inga underarter finns listade.